# Mesterholdenes Europa Cup i håndbold 1982-83 (mænd)
Mesterholdenes Europa Cup i håndbold 1982–83 for mænd var den 23. udgave af Mesterholdenes Europa Cup i håndbold for mænd. Turneringen havde deltagelse af 26 klubhold, som sæsonen forinden var blevet nationale mestre, samt de ungarske sølvvindere, eftersom det ungarske mesterhold, Budapest Honvéd, automatisk var kvalificeret til turneringen som forsvarende mestre. Turneringen blev afviklet som en cupturnering, hvor opgørene blev afgjort over to kampe (ude og hjemme).
Turneringen blev vundet af VfL Gummersbach fra Vesttyskland, som i finalen over to kampe besejrede CSKA Moskva fra Sovjetunionen med 32-29. Det var femte gang at VfL Gummersbach vandt Mesterholdenes Europa Cup og niende gang at et vesttyske hold løb med titlen som Europas bedste klubhold.
Danmarks repræsentant i turneringen var IK Skovbakken, som blev slået ud i ottendedelsfinalen af de senere vindere fra VfL Gummersbach, som vandt med 45-38 over to kampe.

## Resultater

### 1/16-finaler
| Dato   | Dato   | Hjemmehold i 1. kamp | Udehold i 1. kamp          | Resultat | Resultat | Resultat |
| 1.kamp | 2.kamp | Hjemmehold i 1. kamp | Udehold i 1. kamp          | Samlet   | 1.kamp   | 2.kamp   |
| ------ | ------ | -------------------- | -------------------------- | -------- | -------- | -------- |
| ?      | ?      | Dukla Praha          | Raika Köflach              | 51–32    | 29-22    | 22-10    |
| ?      | ?      | Víkingur             | Vestmanna ÍF               | 62–42    | 35-19    | 27-23    |
| ?      | ?      | FC Barcelona         | SL Benfica                 | 64–43    | 32-25    | 32-18    |
| ?      | ?      | Hapoel Rechovot      | Liverpool HC               | 75–25    | 40-10    | 35-15    |
| ?      | ?      | IK Heim              | Fredensborg/Ski IL         | 62–49    | 32-23    | 30-26    |
| ?      | ?      | Sporting Neerpelt    | HV Vlug en Lenig           | 32–37    | 20-16    | 12-21    |
| ?      | ?      | Aris Athen           | Steaua Bucuresti           | 45–70    | 28-34    | 17-36    |
| ?      | ?      | SC Magdeburg         | Cividin Trieste            | 59–42    | 29-24    | 30-18    |
| ?      | ?      | HBC Schifflange      | USM Gagny                  | 35–59    | 17-25    | 18-34    |
| ?      | ?      | Veszprémi Építők     | İstanbul Bankası Yenişehir | 57–37    | 26-19    | 31-18    |
| ?      | ?      | Sjundeå IF           | CSKA Moskva                | 46–63    | 27-27    | 19-36    |

### 1/8-finaler
| Dato   | Dato   | Hjemmehold i 1. kamp | Udehold i 1. kamp        | Resultat | Resultat | Resultat |
| 1.kamp | 2.kamp | Hjemmehold i 1. kamp | Udehold i 1. kamp        | Samlet   | 1.kamp   | 2.kamp   |
| ------ | ------ | -------------------- | ------------------------ | -------- | -------- | -------- |
| ?      | ?      | IK Skovbakken        | VfL Gummersbach          | 38–45    | 18-21    | 20-24    |
| ?      | ?      | Dukla Praha          | Víkingur                 | 41–34    | 23-15    | 18-19    |
| ?      | ?      | FC Barcelona         | Hapoel Rechovot          | 55–24    | 25-16    | 30-80    |
| ?      | ?      | IK Heim              | TSV St. Otmar St. Gallen | 51–36    | 32-20    | 19-16    |
| ?      | ?      | Budapest Honvéd      | HV Flug en Lenig         | 56–34    | 30-21    | 26-13    |
| 5.12.  | 12.12. | Steaua Bucuresti     | RK Metaloplastika        | 40–40    | 22-18    | 18-22    |
| ?      | ?      | SC Magdeburg         | USM Gagny                | 62–43    | 33-16    | 29-27    |
| ?      | ?      | CSKA Moskva          | Veszprémi Építők         | 61–44    | 31-19    | 30-25    |

### Kvartfinaler
| Dato   | Dato   | Hjemmehold i 1. kamp | Udehold i 1. kamp | Resultat | Resultat | Resultat |
| 1.kamp | 2.kamp | Hjemmehold i 1. kamp | Udehold i 1. kamp | Samlet   | 1.kamp   | 2.kamp   |
| ------ | ------ | -------------------- | ----------------- | -------- | -------- | -------- |
| ?      | ?      | Dukla Praha          | VfL Gummersbach   | 35–35    | 19-18    | 16-17    |
| ?      | ?      | IK Heim              | FC Barcelona      | 34–46    | 16-20    | 18-26    |
| ?      | ?      | Budapest Honvéd      | RK Metaloplastika | 39–47    | 19-15    | 20-32    |
| ?      | ?      | CSKA Moskva          | SC Magdeburg      | 54–49    | 30-17    | 24-32    |

### Semifinaler
| Dato   | Dato   | Hjemmehold i 1. kamp | Udehold i 1. kamp | Resultat | Resultat | Resultat |
| 1.kamp | 2.kamp | Hjemmehold i 1. kamp | Udehold i 1. kamp | Samlet   | 1.kamp   | 2.kamp   |
| ------ | ------ | -------------------- | ----------------- | -------- | -------- | -------- |
| ?      | ?      | VfL Gummersbach      | FC Barcelona      | 44–38    | 21-16    | 23-22    |
| 27.3.  | 2.4.   | RK Metaloplastika    | CSKA Moskva       | 39–42    | 23-17    | 16-25    |

### Finale
| Dato   | Dato   | Hjemmehold i 1. kamp | Udehold i 1. kamp | Resultat | Resultat | Resultat |
| 1.kamp | 2.kamp | Hjemmehold i 1. kamp | Udehold i 1. kamp | Samlet   | 1.kamp   | 2.kamp   |
| ------ | ------ | -------------------- | ----------------- | -------- | -------- | -------- |
| 24.4.  | 1.5.   | CSKA Moskva          | VfL Gummersbach   | 29–32    | 15-19    | 14-13    |